# Glock (przedsiębiorstwo)
Glock GmbH (prowadząca działalność pod nazwą GLOCK) – austriackie przedsiębiorstwo produkujące broń z siedzibą w Deutsch-Wagram w Austrii, nazwane na cześć swojego założyciela Gastona Glocka. Przedsiębiorstwo produkuje popularne pistolety z ramą polimerową, ale zajmuje się również produkcją noży polowych, narzędzi do odkopywania, różnych produktów związanych z jeździectwem oraz odzieży.
Pistolety Glock są używane przez siły zbrojne i organy ścigania na całym świecie, w tym przez większość agencji ścigania w Stanach Zjednoczonych. W niektórych krajach pistolety Glock cieszą się popularnością jako broń do ochrony osobistej i do praktycznego strzelania. Firma sponsoruje drużynę strzelecką, która podróżuje po całym świecie. W 2014 roku firma Glock wyprodukowała ponad dwa tuziny modeli pistoletów w trzech rozmiarach i siedmiu kalibrach.

## Produkty

### Pistolety

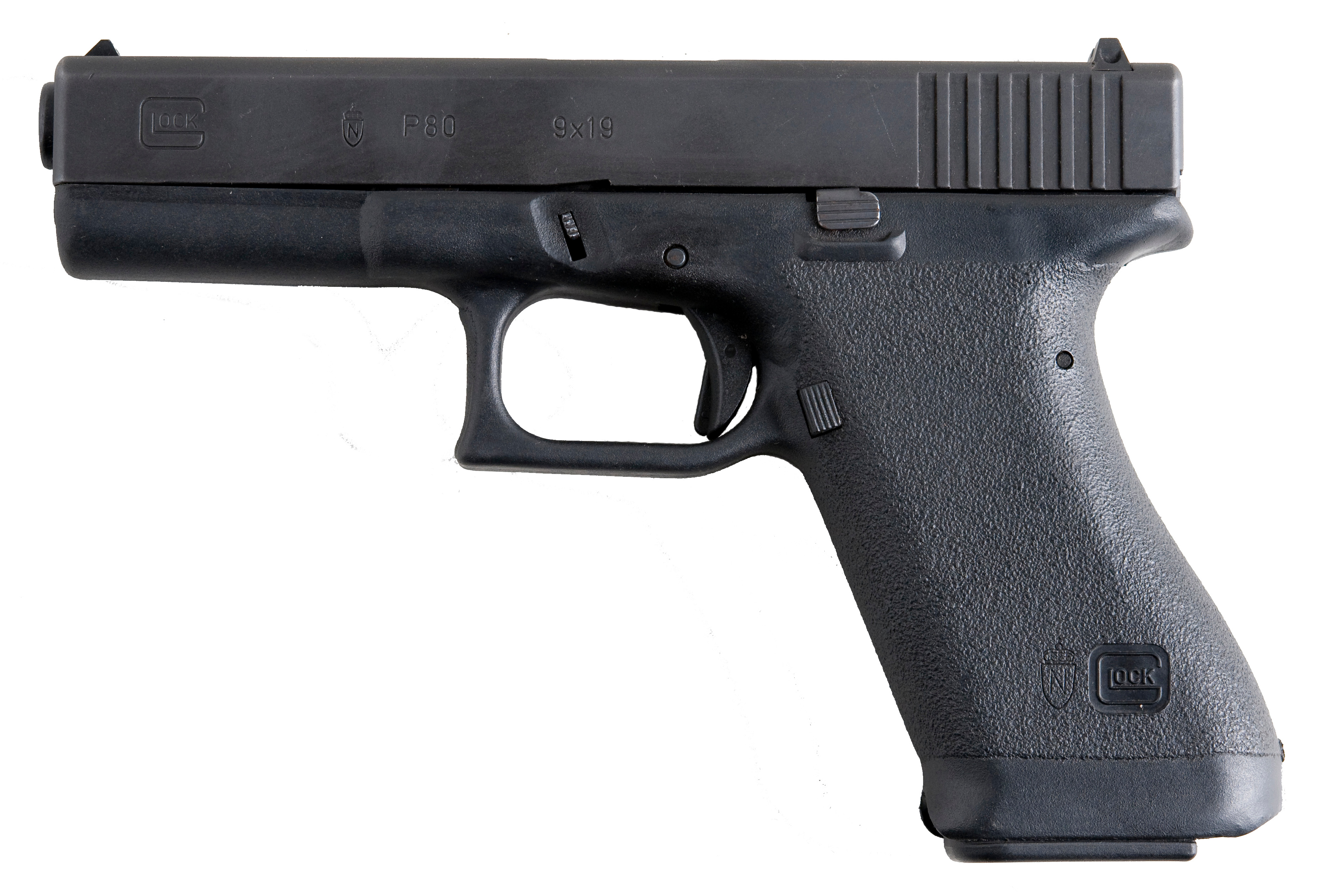
Oryginalny pistolet Glock 17 wydany przez armię norweską

Pistolety Glock są popularną bronią boczną wśród organów ścigania i organizacji wojskowych na całym świecie, a także popularną bronią do obrony domu oraz do noszenia jawnego lub ukrytego. Uważane są za niezwykle niezawodne, zdolne do działania w ekstremalnych warunkach i dostępne z szeroką gamą typów amunicji (9 mm, 10 mm, .40 S&W, .45 ACP,.45 GAP, .357 SIG, .380 ACP i .22 LR). Dostępne są również zestawy konwersyjne innych firm do kalibrów .400 Corbon,.40 Super i.50 GI. Prostota konstrukcji i obsługi Glocka przyczynia się do jego niezawodności, ponieważ zawiera stosunkowo niewielką liczbę komponentów (prawie o połowę mniej niż typowy pistolet, przy czym każdy z nich jest wymienny i nie wymaga ręcznego dopasowywania), co sprawia, że konserwacja i naprawy są łatwiejsze i mniej kosztowne. W grudniu 2019 roku firma Glock wprowadziła na rynek swój pierwszy seryjny model pistoletu kalibru.22 – Glock 44.
Polimerowa rama sprawia, że są one lżejsze od typowych pistoletów z ramą stalową lub aluminiową, co jest atrakcyjną cechą dla policjantów i obywateli, którzy noszą broń palną przez dłuższy czas. Spust jest jedynym elementem sterującym. Wszystkie trzy zabezpieczenia są dezaktywowane po naciśnięciu spustu i automatycznie aktywowane po jego zwolnieniu. Pistolety Glock nie mają ręcznych zabezpieczeń, w odróżnieniu od zewnętrznych zabezpieczeń innych marek, często w formie dźwigni lub przycisku. Poza spustem jedynymi elementami sterującymi są dźwignia zatrzymania zamka, zatrzask magazynka i blokada zamka umożliwiająca rozłożenie broni. Dzięki temu użytkowanie broni jest jeszcze prostsze, a ryzyko wystąpienia błędu podczas korzystania z niej w warunkach dużego stresu zostaje wyeliminowane. Większość stalowych elementów pistoletu Glock poddawana jest procesowi azotowania zwanemu Tenifer, który utwardza powierzchnię i sprawia, że pistolet staje się odporny na korozję i zużycie.
Chociaż Heckler & Koch VP70 był pierwszym pistoletem z ramą wykonaną z polimeru i powstał 12 lat przed modelem Glock 17, popularność pistoletów Glock zainspirowała innych producentów do rozpoczęcia produkcji podobnej broni palnej z ramą wykonaną z polimeru, w tym pistoletów Walther P99, Smith &amp; Wesson Sigma, HS2000 (Springfield Armory XD), Steyr M, Taurus PT 24/7, Caracal, FN Herstal FNP i Ruger SR9.
Oprócz półautomatycznych pistoletów, Glock produkuje również pistolet z automatycznym ogniem Glock 18, który może działać zarówno w trybie półautomatycznym, jak i automatycznym. Model ten jest generalnie dostępny jedynie dla organów ścigania i organizacji wojskowych, a szczegóły jego produkcji są niejasne. Istnieją zestawy konwersyjne do innych pistoletów Glock, które umożliwiają strzelanie w trybie całkowicie automatycznym, ale są one produkowane przez osoby trzecie i są specjalnie oznaczone jako urządzenia z tytułu 2 przez Biuro ds. Alkoholu, Tytoniu, Broni Palnej i Materiałów Wybuchowych USA – co ogranicza ich zakup i posiadanie do licencjonowanych dealerów ATF 3 w USA.

### Inny
Oprócz broni krótkiej Glock produkuje również noże polowe, narzędzia do odkopywania, różne produkty związane z końmi oraz odzież.

## Spółki zależne
Międzynarodowe oddziały firmy Glock to:
- Glock America NV (Urugwaj)
- Glock, Inc. (Stany Zjednoczone)
- Glock Middle East FZE (Zjednoczone Emiraty Arabskie)
- Glock do Brasil SA (Brazylia)

## Sprzeniewierzenie
Firma Glock dwukrotnie była celem oszustw związanych z defraudacją, w które byli zamieszani wysoko postawieni oficerowie firmy lub osoby blisko z nią związane. W 1999 roku Charles Ewert usiłował zamordować Gastona Glocka po tym, jak Glock poprosił o spotkanie w sprawie oskarżenia o defraudację. Ewert został skazany za usiłowanie zabójstwa wraz ze wspólnikiem za swój udział.
W kwietniu 2012 r. Paul Jannuzzo, były dyrektor generalny amerykańskiej spółki zależnej Glock, Inc., został skazany za wymuszenia w związku z udziałem w programie defraudacyjnym przeciwko firmie.
Śledztwo w sprawie defraudacji Ewert ujawniło podejrzane transakcje finansowe Ewert i skomplikowaną strukturę własnościową ukrytą za szeregiem spółek-wydmuszek w korzystnych lokalizacjach podatkowych na całym świecie.

## Przepisy
1. ↑  Ayoob, The Glock. Tips for selling more of this hot seller, „Shooting Industry”, 2004.data dostępu?
2. ↑  Kevin Dockery: Future Weapons. Berkeley Trade, 2007, s. 158–159. ISBN 978-0-425-21750-4.
3. ↑  A.E. Hartink: The Complete Encyclopedia of Pistols and Revolvers. Edison, New Jersey: Chartwell Books, Inc, 2002, s. 149–156. ISBN 978-0-7858-1519-8.
4. ↑  Glock Ges.m.b.H: Instructions for Use, Glock Safe Action Pistols. Glock Ges.m.b.H, 2013.Sprawdź autora:1. Brak numerów stron w książce
5. ↑  GLOCK. [dostęp 2008-11-27]. [zarchiwizowane z tego adresu (4 December 2008)].
6. ↑  Questions and Answers | Bureau of Alcohol, Tobacco, Firearms and Explosives.
7. ↑  Brian Grow: Glock’s Secret Path to Profits. Bloomberg Businessweek, 10 September 2009.
8. ↑  John Paul Jarvis: The strange case of Mr. Gaston Glock. January 28, 2011. [dostęp 29 Dec 2023]. [zarchiwizowane z tego adresu (January 21, 2013)].zły zapis daty dostępu